# غلوك (شركة)
غلوك هي شركة لتصنيع الأسلحة الخفيفة يقع مقرها الرئيسي في النمسا ، وسميت على اسم مؤسسها غاستون غلوك . تصنع الشركة مسدسات مشهورة ذات إطار بوليمر ، ولكنها تنتج أيضًا سكاكين ميدانية وأدوات ترسيخ والعديد من المنتجات المتعلقة بالخيول والملابس.
يتم استخدام مسدسات غلوك من قبل القوات المسلحة ووكالات إنفاذ القانون في جميع أنحاء العالم، بما في ذلك معظم وكالات إنفاذ القانون في الولايات المتحدة.  تحظى مسدسات غلوك بشعبية كبيرة في بعض البلدان لأغراض الحماية الشخصية والرماية العملية. ترعى الشركة فريق الرماية التنافسي الذي يسافر حول العالم.  اعتبارًا من عام 2014، أنتجت غلوك أكثر من عشرين نموذجًا من المسدسات بثلاثة أحجام وسبعة عيارات.   

## منتجات

### المسدسات

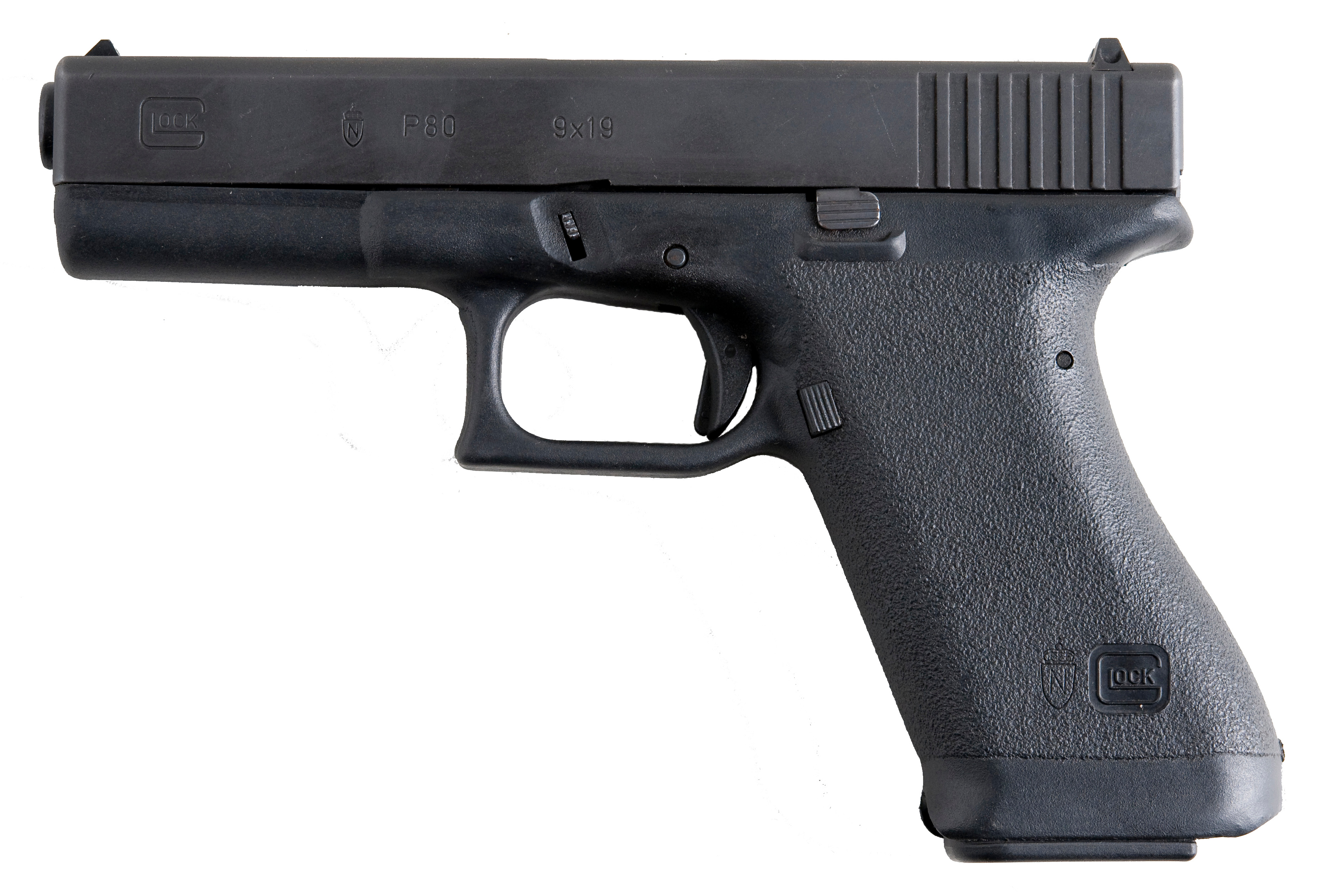
غلوك 17 صادر عن الجيش النرويجي

مسدسات غلوك شائعة الانتشار بين وكالات إنفاذ القانون والمنظمات العسكرية في جميع أنحاء العالم، كما أنها تعتبر أسلحة شهيرة للدفاع عن المنازل والحمل الخفي / العلني. يُعرف عنها أنها موثوقة للغاية، وقادرة على العمل في ظل ظروف قاسية، ومتوفرة في مجموعة واسعة من أنواع الذخيرة (9 ملم، 10 ملم، .40 S&W، .45 ACP، .45 GAP، .357 SIG، .380 ACP، و .22 LR). تتوفر أيضًا مجموعات تحويل الطرف الثالث لـ .400 Corbon و .40 Super و .50 GI.
تساهم بساطة تصميم غلوك بالإضافة إلى تشغيلها البسيط في موثوقيتها، حيث تحتوي على عدد صغير نسبيًا من المكونات (حوالي نصف عدد المسدس النموذجي، كل منها قابل للتبديل ولا يتطلب تركيبًا يدويًا) مما يجعل الصيانة والإصلاح أسهل وأقل تكلفة. في ديسمبر 2019، قدمت غلوك أول مسدس عيار 0.22 من إنتاجها، وهو غلوك 44.
إن إطار البوليمر يجعلها أخف وزنا من المسدسات التقليدية ذات الإطارات الفولاذية أو الألومنيوم، وهي ميزة جذابة لضباط الشرطة والمواطنين الذين يحملون الأسلحة النارية لفترات طويلة من الزمن. الزناد هو عنصر التشغيل الوحيد. يتم إلغاء تنشيط جميع وسائل الأمان الثلاثة عند سحب الزناد، ويتم تنشيطها تلقائيًا عند تحريرها. لا تحتوي مسدسات غلوك على وسائل أمان يدوية مثل وسائل الأمان الخارجية للعلامات التجارية الأخرى، وغالبًا ما تكون على شكل رافعة أو زر. أدوات التحكم الخارجية الوحيدة بخلاف الزناد هي ذراع إيقاف الشريحة ومقبض المجلة وقفل الشريحة للتفكيك.  وهذا يزيد من بساطة الاستخدام ويزيل مصدر الخطأ المحتمل أثناء تشغيل المسدس تحت الضغط. تتم معالجة معظم المكونات الفولاذية في مسدس غلوك بعملية نيترة تسمى تينيفر ،  والتي تعمل على تقوية السطح وتجعل المسدس مقاومًا للتآكل.
على الرغم من أن Heckler & Koch VP70 كان أول مسدس بإطار بوليمر وسبق غلوك 17 بـ 12 عامًا، إلا أن شعبية مسدسات غلوك ألهمت الشركات المصنعة الأخرى لبدء إنتاج أسلحة نارية مماثلة بإطار بوليمر، بما في ذلك Walther P99 و Smith & Wesson Sigma ، HS2000 (Springfield Armory XD)، Steyr M ، Taurus PT 24/7 ، Caracal ، FN Herstal FNP ومسدسات Ruger SR9 .
بالإضافة إلى مسدساتهم نصف الأوتوماتيكية، تنتج غلوك أيضًا مسدسًا محددًا للنيران ، غلوك 18، والذي يتميز بوضع شبه آلي وآلي بالكامل . هذا النموذج متاح بشكل عام فقط لوكالات إنفاذ القانون أو المنظمات العسكرية وتفاصيل إنتاجه غامضة. توجد مجموعات تحويل لمسداسات غلوك الأخرى التي سيتم إطلاقها في الوضع التلقائي بالكامل، ولكنها تابعة لجهة خارجية، وقد تم تصنيفها على وجه التحديد على أنها أجهزة من الفئة 2 من قبل المكتب الأمريكي للكحول والتبغ والأسلحة النارية والمتفجرات – مما يقيد شرائها وحيازتها لـ ATF 3 تجار مرخصون في الولايات المتحدة. 

### سكاكين

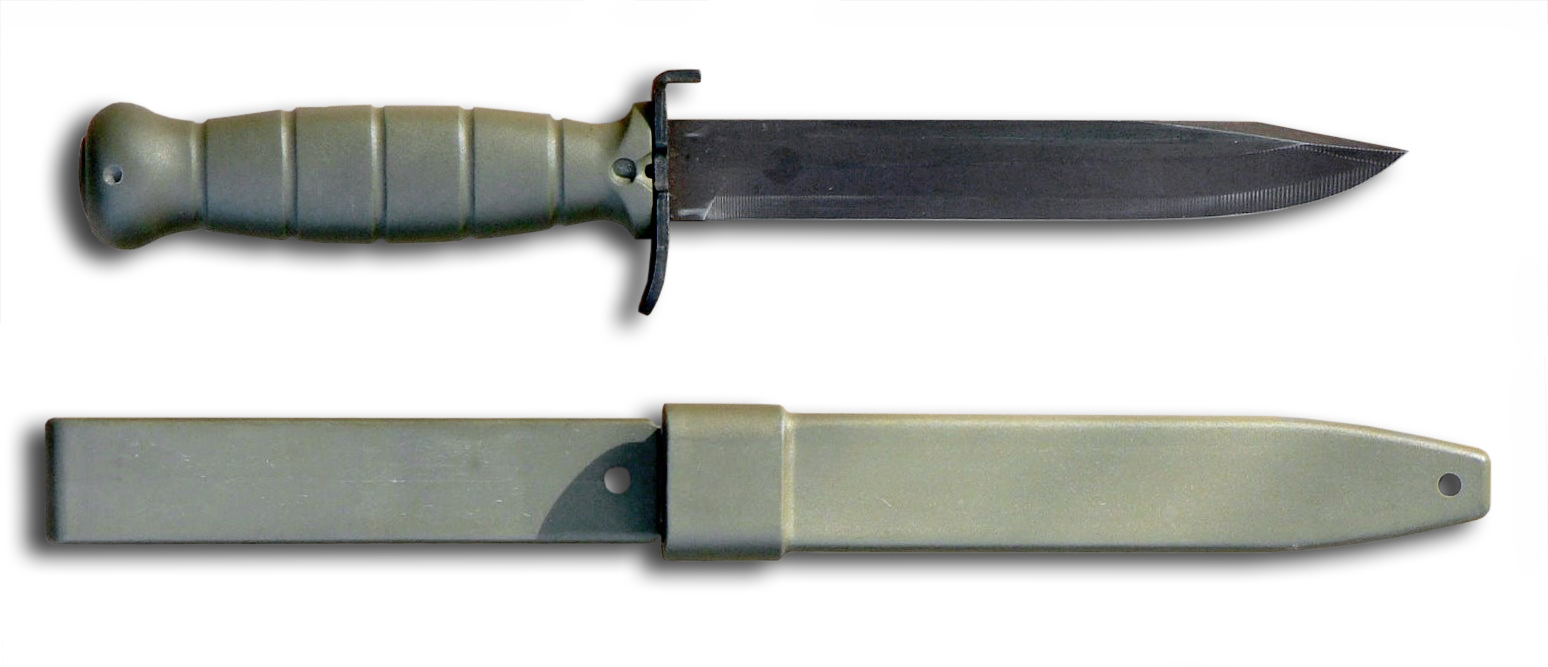
سكين غلوك فيلدميسر 78

تقوم شركة غلوك بتصنيع نموذجين من السكاكين، Feldmesser 78 و Feldmesser 81.
السكين غلوك فيلدميسر 78 هو نوع كلاسيكي بـ 165 مـم (6.5 بوصة) شفرة و 290 مـم (11 بوصة) الطول الكلي. يتمتع سكين غلوك فيلدميسر 81 بنفس الأبعاد الإجمالية مع وجود منشار على الجزء الخلفي من النصل. سكين غلوك فيلدميسر 78 يزن 206 غ (7.3 أونصة) وسكين غلوك فيلدميسر 81 يزن 202 غ (7.1 أونصة) .
المقابض والأغماد مصنوعة من البوليمر ومتوفرة بثلاثة ألوان: زيتوني باهت ورمل وأسود.  في عام 2016، قدمت غلوك سكين فيلدميسر 81 باللون الرمادي وخططت للتوقف عن استخدام فيلدميسر 78 بألوان أخرى غير الأسود. 

### المجارف

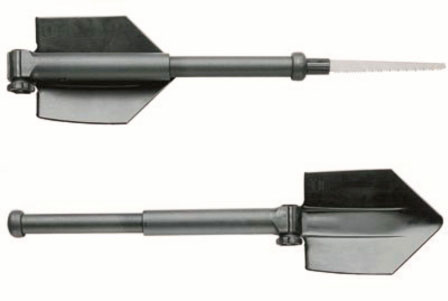
مجرف غلوك الميداني

ينتج غلوك أيضًا مجارف مثل مجرف غلوك الميداني
تحتوي مجرف غلوك الميداني على شفرة معدنية صلبة يمكن قفلها في ثلاثة أوضاع للحفر والتجريف والتقطيع، ومقبض تلسكوبي مصنوع من النايلون المقوى بالألياف الزجاجية يحتوي على 175 مـم (6.9 بوصة) شفرة منشار معدنية طويلة تصلب.
المجرفة تزن 650 غ (23 أونصة) وممتدة بالكامل 630 مـم (25 بوصة) طويلة. يمكن طي الأشياء بأسمائها الحقيقية والمقبض وتقصيرهما لسهولة النقل والتخزين في 260 درجة مم × 150 مم × 60 ملم (10 في × 6 في × 21⁄2 في) الحزمة. 
يتم تزويد المجرفة بحقيبة تخزين/نقل من النايلون يمكن ربطها بحزام أو حقيبة ظهر.

## الشركات التابعة
الشركات التابعة لشركة غلوك الدولية هي:
- جلوك أمريكا إن في ( أوروجواي )
- شركة غلوك ( الولايات المتحدة )
- غلوك (هونج كونج) المحدودة ( هونج كونج )
- غلوك الشرق الأوسط FZE ( الإمارات العربية المتحدة )
- غلوك دو برازيل SA ( البرازيل )

## الاختلاس
لقد كان غلوك هدفًا لمخططات اختلاس متعددة تشمل مسؤولين رفيعي المستوى في الشركة أو آخرين مرتبطين ارتباطًا وثيقًا بالشركة. في عام 1999، حاول تشارلز إيويرت قتل غاستون غلوك بعد أن طلب غلوك لقاء بشأن اتهامه بالاختلاس. أدين إيويرت بمحاولة القتل مع شريك لتورطه. 
في أبريل 2012، أُدين بول جانوزو ، الرئيس التنفيذي السابق لشركة غلوك, Inc. التابعة للولايات المتحدة، بتهمة الابتزاز فيما يتعلق بتورطه في مخطط اختلاس ضد الشركة. 
كشفت التحقيقات في قضايا الاختلاس عن تعاملات مالية مشكوك فيها وبنية ملكية معقدة مختبئة وراء سلسلة من الشركات الوهمية في مواقع ضريبية مواتية حول العالم.  